# Monumento a Woody Allen
L'escultura urbana coneguda pel nom Monumento a Woody Allen, ubicada al carrer Milicias Nacionales, a la ciutat d'Oviedo, Principat d'Astúries, Espanya, és una de les més d'un centenar que adornen els carrers de l'esmentada ciutat espanyola.
El paisatge urbà d'aquesta ciutat, es veu adornat per obres escultòriques, generalment monuments commemoratius dedicats a personatges d'especial rellevància en un primer moment, i més purament artístiques des de finals del segle xx.
L'escultura, feta de bronze, és obra de Vicente Menéndez Santarúa, i està datada el 2003.
L'obra tracta de ser un homenatge de la ciutat d'Oviedo al famós actor, guionista i director de cinema nord-americà Woody Allen, en senyal d'agraïment pels elogis d'aquest a la capital del Principat d'Astúries, després de la seva estada a la ciutat, esdevinguda l'octubre de l'any 2002, per recollir el  premi «Príncep d'Astúries» a les Arts, que li havia estat concedit.
L'estàtua va acompanyada de dues plaques, en una d'elles, hi ha el contingut (traduït al castellà) dels elogis que va realitzar l'homenatjat a la ciutat d'Oviedo: «Oviedo es una ciudad deliciosa, exótica, bella, limpia, agradable, tranquila y peatonalizada; es como si no perteneciera a este mundo, como si no existiera... Oviedo es como un cuento de hadas».
L'autor, "Santarúa", considera que es tracta d'una peça d'estil hiperrealista que capta l'esperit de l'artista americà captivat i sorprès per la ciutat d'Oviedo, en la qual es barregen el medieval i l'urbà. A més l'obra presenta curiositats com la protuberància que apareix a la banda esquerra de la jaqueta, que simbolitza l'emoció i el batec del cor en estar a Oviedo.